# Jud Buechler
Judson Donald Buechler, detto Jud (San Diego, 19 giugno 1968), è un ex cestista e allenatore di pallacanestro statunitense, professionista nella NBA.

## Carriera
Venne selezionato dai Seattle SuperSonics al secondo giro del Draft NBA 1990 (38ª scelta assoluta).

## Statistiche

### College
| Anno      | Squadra          | PG  | PT | MP   | TC%  | 3P%  | TL%  | RP  | AP  | PRP | SP  | PP   |
| --------- | ---------------- | --- | -- | ---- | ---- | ---- | ---- | --- | --- | --- | --- | ---- |
| 1986-1987 | Arizona Wildcats | 30  | 9  | 15,8 | 48,6 | 40,0 | 57,1 | 2,3 | 1,2 | 0,3 | 0,1 | 4,5  |
| 1987-1988 | Arizona Wildcats | 36  | 0  | 11,7 | 51,6 | 44,4 | 65,5 | 2,4 | 1,1 | 0,4 | 0,2 | 4,7  |
| 1988-1989 | Arizona Wildcats | 33  | 33 | 29,2 | 60,7 | 20,0 | 81,6 | 6,6 | 1,5 | 1,5 | 0,4 | 11,0 |
| 1989-1990 | Arizona Wildcats | 32  | 32 | 33,5 | 53,8 | 37,9 | 76,5 | 8,3 | 4,0 | 1,3 | 0,4 | 14,9 |
| Carriera  | Carriera         | 131 | 74 | 22,4 | 54,7 | 38,1 | 74,3 | 4,9 | 2,0 | 0,9 | 0,3 | 8,7  |

### NBA

#### Regular Season
| Anno       | Squadra           | PG  | PT | MP   | TC%  | 3P%  | TL%  | RP  | AP  | PRP | SP  | PP  |
| ---------- | ----------------- | --- | -- | ---- | ---- | ---- | ---- | --- | --- | --- | --- | --- |
| 1990-1991  | N.J. Nets         | 74  | 10 | 11,6 | 41,6 | 25,0 | 65,2 | 1,9 | 0,7 | 0,4 | 0,2 | 3,1 |
| 1991-1992  | N.J. Nets         | 2   | 0  | 14,5 | 50,0 | -    | -    | 1,0 | 1,0 | 1,0 | 0,5 | 4,0 |
| 1991-1992  | San Antonio Spurs | 11  | 0  | 12,7 | 50,0 | -    | 33,3 | 2,0 | 1,0 | 0,7 | 0,3 | 3,0 |
| 1991-1992  | G.S. Warriors     | 15  | 0  | 8,1  | 30,3 | 0,0  | 75,0 | 1,9 | 0,7 | 0,6 | 0,2 | 1,9 |
| 1992-1993  | G.S. Warriors     | 70  | 9  | 18,4 | 43,7 | 33,9 | 74,7 | 2,8 | 1,3 | 0,7 | 0,3 | 6,2 |
| 1993-1994  | G.S. Warriors     | 36  | 0  | 6,1  | 50,0 | 41,4 | 50,0 | 0,9 | 0,4 | 0,2 | 0,0 | 2,9 |
| 1994-1995  | Chicago Bulls     | 57  | 0  | 10,6 | 49,2 | 31,3 | 56,4 | 1,7 | 0,9 | 0,4 | 0,2 | 3,8 |
| 1995-1996† | Chicago Bulls     | 74  | 0  | 10,0 | 46,3 | 44,4 | 63,6 | 1,5 | 0,8 | 0,5 | 0,1 | 3,8 |
| 1996-1997† | Chicago Bulls     | 76  | 0  | 9,3  | 36,7 | 33,3 | 35,7 | 1,7 | 0,8 | 0,3 | 0,3 | 1,8 |
| 1997-1998† | Chicago Bulls     | 74  | 0  | 8,2  | 48,3 | 38,5 | 50,0 | 1,0 | 0,7 | 0,3 | 0,2 | 2,7 |
| 1998-1999  | Detroit Pistons   | 50  | 0  | 21,1 | 41,7 | 41,2 | 72,2 | 2,7 | 1,1 | 0,7 | 0,3 | 5,5 |
| 1999-2000  | Detroit Pistons   | 58  | 5  | 11,3 | 35,3 | 21,7 | 28,6 | 1,6 | 0,6 | 0,4 | 0,3 | 2,2 |
| 2000-2001  | Detroit Pistons   | 57  | 3  | 12,9 | 46,3 | 41,6 | 75,0 | 1,6 | 0,7 | 0,4 | 0,2 | 3,4 |
| 2001-2002  | Phoenix Suns      | 6   | 0  | 9,0  | 33,3 | 33,3 | -    | 1,3 | 0,5 | 0,2 | 0,0 | 1,0 |
| 2001-2002  | Orlando Magic     | 60  | 2  | 10,5 | 37,5 | 35,2 | 50,0 | 1,8 | 0,5 | 0,3 | 0,1 | 1,8 |
| Carriera   | Carriera          | 720 | 29 | 11,7 | 43,3 | 36,6 | 63,3 | 1,8 | 0,8 | 0,4 | 0,2 | 3,3 |

#### Playoffs
| Anno     | Squadra         | PG | PT | MP   | TC%  | 3P%  | TL%  | RP  | AP  | PRP | SP  | PP  |
| -------- | --------------- | -- | -- | ---- | ---- | ---- | ---- | --- | --- | --- | --- | --- |
| 1995     | Chicago Bulls   | 10 | 0  | 10,4 | 42,9 | 0,0  | 50,0 | 2,0 | 0,5 | 0,4 | 0,3 | 2,0 |
| 1996†    | Chicago Bulls   | 17 | 0  | 7,5  | 47,4 | 38,1 | 50,0 | 0,6 | 0,4 | 0,4 | 0,0 | 2,7 |
| 1997†    | Chicago Bulls   | 18 | 0  | 7,7  | 41,9 | 33,3 | 60,0 | 1,3 | 0,3 | 0,2 | 0,1 | 1,8 |
| 1998†    | Chicago Bulls   | 16 | 0  | 4,0  | 36,4 | 60,0 | -    | 0,7 | 0,2 | 0,2 | 0,1 | 0,7 |
| 1999     | Detroit Pistons | 5  | 0  | 16,8 | 20,0 | 25,0 | -    | 2,6 | 0,6 | 0,6 | 0,2 | 1,6 |
| 2000     | Detroit Pistons | 3  | 0  | 11,3 | 28,6 | 40,0 | -    | 1,3 | 0,3 | 0,0 | 0,3 | 2,0 |
| 2002     | Orlando Magic   | 2  | 0  | 5,0  | -    | -    | -    | 0,5 | 0,5 | 0,5 | 0,0 | 0,0 |
| Carriera | Carriera        | 71 | 0  | 7,9  | 39,8 | 35,8 | 53,8 | 1,2 | 0,3 | 0,3 | 0,1 | 1,7 |

## Palmarès

### Giocatore
- Campionato NBA: 3

Chicago Bulls: 1996, 1997, 1998